# ナルコテロリズム
ナルコテロリズム(英: Narcoterrorism)とは、麻薬を密輸、密売する組織が当局などに対して行うテロリズムのことである。日本語では麻薬テロと呼ぶこともある。

## 名前の由来となった事件
1983年に当時ペルーの大統領であったフェルナンド・ベラウンデ・テリーが麻薬警察に対する麻薬組織の攻撃をナルコテロリズムと呼んだことに発する。ナルコテロリズムを行う者をナルコテロリスト、麻薬テロリストと呼ぶ。
コロンビアは、1950年代のラ・ビオレンシア（「暴力」の時代）、1960年代の「国民戦線」体制を経て、1974年に通常選挙が行われるようになったが、1970年代以降の暴力の主体は左翼ゲリラ組織と麻薬組織になった。1980年代になってコロンビア政府は麻薬撲滅に政策を強化するが、麻薬組織はこれに反発するように1989年メデジン・カルテルとの大規模ゲリラ戦闘「麻薬カルテル戦争」（プラン・コロンビア、麻薬戦争）が勃発し、大統領選挙中の8月18日にルイス・カルロス・ガラン・サルミエントが暗殺される。メデジン・カルテルは最高幹部の死亡を機に凋落するが代わりにカリ・カルテルが台頭してくる。
1990年代のセサル・アウグスト・ガビリア大統領政権は麻薬組織のテロリズムに対抗するために、憲法改正を軸とし、憲法裁判所、裁判官高等委員会、検事検察局の新設といった司法機関の制度改革を行った。これによって司法局の権限強化が図られ、法治国家としての威信も回復し、テロリズムの鎮静化は進んだが、麻薬密売活動の根絶には至っておらず、治安当局の腐敗からの脱却も達成されなかった。

## 関連
- 麻薬戦争
- メキシコ麻薬戦争